# In Den Gulden Draeck
In Den Gulden Draeck is een Nederlandse comedyserie van programmaproducent Human Factor TV, uitgezonden door HumorTV. De serie is een parodie op fantasyverhalen. De serie wordt geschreven door Emilio Guzman en Thijs van Domburg. De eerste uitzending was op 9 januari 2014.

## Plot
In de serie zien we de vergaderingen van het avonturiersgilde Het Gilde van de Gulden Draeck. Iedere week gaat de groep op queeste, op zoek naar goud en magische objecten. De kijker ziet echter alleen de vergaderingen die ze aan het eind van de queeste beleggen in herberg Den Gulden Draeck. De serie speelt zich af in het fictieve land Panduloria, dat te vergelijken is met Midden-aarde. Regelmatig schuiven er gasten aan bij de vergadering, die worden gespeeld door diverse gastacteurs.

## Hoofdcast

### Leden van het Gilde
- Jan-Paul Buijs - Theuderic Achtervoet
een bureaucratische halfling en voorzitter van de vergadering
- Emilio Guzman - Jörgen de Jörgen uit Jörgen
de nuchtere denker van het gezelschap met oranje huid
- Korneel Evers - Cornolas Rhaec'var
een elf en over het paard getild krijger
- Walter Crommelin - Proculus de Pastelkleurige
de machtigste magiër van Panduloria
- Bas Hoeflaak - Donwald Baardhelm (seizoen 1)
een mopperende en cynische dwerg
- David Lucieer - Arko Broek-Hazenberg (seizoen 1)
een jonge ridder zonder enige vorm van talent
- Pim van Alten - Nozor Berenbeuker (vanaf seizoen 2)
een gulzige, maar belezen reus
- Thomas Spijkerman - Widelbert Wispelwey (vanaf seizoen 2)
een te aanwezige minstreel

### Overig
- Nico van der Knaap - Uni-man
notulist van de vergaderingen, hij is bijna naakt en vastgeketend aan de muur
- Murth Mossel - Elwin de Verschrikkelijke
de antagonist van het gilde, bespioneert de vergaderingen met een kristallen bol
- Pieter Klok - Klant aan bar
Speelt een kleine rol in aflevering 5 van seizoen 2 Uni-Man Origins, Pieter is tevens producent van de serie

## Lijst van afleveringen

### Seizoen 1
1. Een nieuw gezicht
2. Het bord des overvloeds
3. Cornovriendin
Met een gastrol van Nienke 's Gravemade
4. Samenwerken
Met een gastrol van Rick Paul van Mulligen
5. De stagiair
Met een gastrol van Nils Verkooijen
6. Het jaarverslag
7. Het Orakel van Appelsteen
Met een gastrol van Sander van Opzeeland
8. Monnik Mark

### Seizoen 2
1. Twee nieuwe gezichten
2. Lang is hij levend
3. De nar
Met een gastrol van Jan Jaap van der Wal
4. Pottelen
5. Uni-man origins
Met een gastrol van schrijver Thijs van Domburg
6. Robbie Baret
Met een gastrol van Merijn Scholten
7. Het Gulden Draecken gilde
Met gastrollen van Henry van Loon, Thomas Gast, Tim Fransen, Patrick Laureij en schrijver Thijs van Domburg
8. De wraeck van de Gulden Draeck